# Rangifer tarandus
La renna (Rangifer tarandus (Linnaeus, 1758)), nota anche come caribù in America del Nord, è un cervide delle regioni artiche e subartiche, con popolazioni sia stanziali sia migratrici; è l'unica specie del genere Rangifer (C.H. Smith, 1827). Sebbene nel complesso sia piuttosto diffusa e numerosa, alcune delle sue sottospecie sono rare e una di esse si è già estinta.
Le renne variano considerevolmente per colore e dimensione. I palchi sono presenti in entrambi i sessi, sebbene nei maschi siano generalmente più grandi. Esistono comunque anche delle popolazioni in cui le femmine sono completamente prive di palchi.
La caccia alle renne selvatiche e l'allevamento di renne semi-domestiche (per: la carne, il cuoio, i palchi, il latte e i trasporti) costituiscono attività molto importanti per alcune popolazioni artiche e subartiche. Perfino in zone lontane dal suo areale, la renna è ben conosciuta grazie alla tradizione, probabilmente originatasi nell'America degli inizi del XIX secolo, secondo la quale delle renne volanti trainerebbero la slitta di Babbo Natale, ormai divenuta da secoli uno dei tradizionali elementi natalizi. In Lapponia, le renne vengono ancora impiegate per trainare i pulk, le tradizionali slitte scandinave.

## Tassonomia
Nel 1961 gli studiosi suddivisero le varie sottospecie di renne in due grandi gruppi, le renne della tundra (con sette sottospecie) e le renne dei boschi (con altre sette sottospecie). Alcune delle sottospecie della tundra sono forme insulari dell'alto Artico di piccole dimensioni. Queste sottospecie insulari non sono probabilmente imparentate tra loro, dal momento che la renna delle Svalbard sembra essersi evoluta dalla grossa renna europea, mentre il caribù di Peary è uno stretto parente di quello dei Barren-ground e, come questo, ha probabilmente avuto origine nell'alto Artico nordamericano.
Attualmente gli studiosi riconoscono quattordici sottospecie di renna:

### Renne della tundra
- R. t. tarandus Linnaeus, 1758, renna di montagna. Diffusa nella tundra artica dell'Eurasia, compresa la penisola della Fennoscandia, nell'Europa settentrionale
- R. t. groenlandicus Borowski, 1780, caribù dei Barren-ground. Diffuso in Alaska, nello Yukon, nel Nunavut e nei Territori del Nord-Ovest in Canada, e nella Groenlandia occidentale. Secondo alcuni studiosi i caribù di Alaska e Yukon appartengono a una sottospecie distinta, il caribù del Porcupine o di Grant (R. t. granti)[1][8]
- R. t. pearsoni Lydekker, 1903, renna della Novaja Zemlja
- R. t. pearyi J. A. Allen, 1902, caribù di Peary. Diffuso nelle isole settentrionali del Nunavut e dei Territori del Nord-Ovest in Canada
- R. t. phylarchus Hollister, 1912, renna della Kamchatka. Diffusa in Kamchatka e nelle regioni vicine al mare di Okhotsk

Areale approssimativo delle sottospecie di caribù in Nordamerica. A causa della contiguità delle aree di distribuzione in alcuni luoghi è possibile riscontrare delle sovrapposizioni. Le sottospecie R. t. groenlandicus e R. t. pearyi convivono su alcune isole artiche, mentre R. t. granti è probabilmente sinonimo di R. t. groenlandicus. Le popolazioni qui comprese in R. t. caribou vengono talvolta suddivise in quattro sottospecie separate (vedi testo).

- R. t. platyrhynchus Vrolik, 1829, renna delle Svalbard. Diffusa sulle isole Svalbard della Norvegia, è la più piccola sottospecie di renna
- R. t. sibiricus Murray, 1866, renna della tundra siberiana.

### Renne dei boschi
- R. t. buskensis Millais, 1915, renna degli Altai
- R. t. caboti G. M. Allen, 1914, caribù del Labrador
- R. t. caribou Gmelin, 1788, caribù migratore dei boschi. Noto anche come caribù di foresta, un tempo era diffuso nella foresta boreale nordamericana dall'Alaska a Terranova e Labrador, spingendosi a sud fino alla Nuova Inghilterra, all'Idaho e allo Stato di Washington. Il caribù dei boschi è scomparso da gran parte delle regioni meridionali del suo areale e nelle zone dove è ancora presente è considerato in pericolo, a eccezione della popolazione che vive nel Québec settentrionale e nel Labrador in Canada. Il distretto di Cariboo, nella Columbia Britannica centrale, deve il nome alle vaste mandrie di caribù un tempo presenti nella zona, scomparse quasi del tutto nel corso dell'ultimo secolo. Una mandria protetta si trova sui Monti Caribou nell'Alberta. In alcune zone di tale areale vivono anche R. t. caboti (caribù del Labrador), R. t. osborni (caribù di Osborn, endemico della Columbia Britannica) e R. t. terraenovae (caribù di Terranova). Dopo una revisione tassonomica risalente al 1961, queste tre sottospecie furono considerate invalide e vennero incluse in R. t. caribou, ma più recentemente alcuni studiosi le hanno considerate valide tutte e tre, facendo inoltre notare quanto esse siano differenti l'una dall'altra[1][9]. Nel 2005, le analisi del DNA mitocondriale hanno riscontrato differenze tra i caribù di Terranova, del Labrador, del Canada sud-occidentale e del Canada sud-orientale, ma molti scienziati continuano lo stesso a considerarli tutti in R. t. caribou[8]
- R. t. dawsoni Thompson-Seton, 1900 (estinto), caribù delle Isole Regina Carlotta o di Dawson. Endemico delle Isole Regina Carlotta, si è estinto agli inizi del XX secolo. Tuttavia, recenti analisi del DNA effettuate a partire da DNA mitocondriale ricavato dai resti degli esemplari conservati nei musei, lasciano ipotizzare che questo caribù non sia stato geneticamente differente dalle sottospecie presenti sulla terraferma canadese[4]
- R. t. fennicus Lönnberg, 1909, renna di foresta della Finlandia. Diffusa allo stato selvatico solamente in due aree della Fennoscandia, in Europa settentrionale: una nella Carelia russo-finnica e l'altra, abitata da una popolazione molto esigua, in una regione della Finlandia centro-meridionale. Talvolta gli esemplari della popolazione della Carelia si spingono ben all'interno del territorio russo, lasciando aperta, tra gli studiosi, la questione se inserire o no all'interno di questa sottospecie anche le renne diffuse più a oriente di R. t. fennicus
- R. t. osborni J. A. Allen, 1902, caribù di Osborn. Diffuso nella Columbia Britannica
- R. t. terraenovae Bangs, 1896, caribù di Terranova.

## Descrizione

### Dimensioni

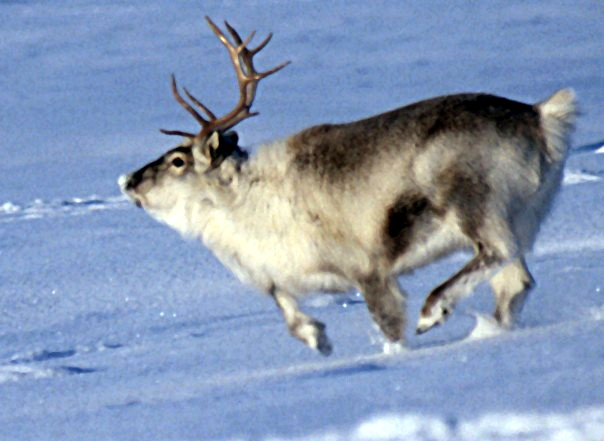
La caratteristica piccola renna delle Svalbard dalle zampe relativamente corte

Le femmine di renna generalmente misurano 162–205 cm di lunghezza e pesano 79–120 kg. I maschi sono generalmente più grandi (sebbene il dimorfismo sessuale vari da una sottospecie all'altra) e misurano 180–214 cm di lunghezza e di solito pesano 92–210 kg; alcuni maschi straordinariamente grandi, comunque, possono pesare fino a 318–360 kg. L'altezza al garrese è di circa 85–150 cm, mentre la coda misura 14–20 cm. La sottospecie R. t. platyrhynchus, endemica delle Svalbard, è molto piccola rispetto alle altre sottospecie (fenomeno noto come nanismo insulare): le femmine misurano solamente 150 cm di lunghezza e pesano circa 53 kg in primavera e 70 kg in autunno. I maschi sono lunghi circa 160 cm e pesano solo 65 kg in primavera e 90 kg in autunno. La renna delle Svalbard possiede inoltre zampe relativamente corte e raggiunge un'altezza massima al garrese di meno di 80 cm, proprio come indica la regola di Allen.
Le renne domestiche hanno zampe più corte e sono più pesanti delle loro cugine selvatiche.

### Mantello
Il colore del mantello varia considerevolmente, sia da un individuo all'altro, sia a seconda della stagione e della sottospecie. Le popolazioni settentrionali, di dimensioni quasi sempre minori, tendono ad avere una colorazione più bianca, mentre quelle meridionali, di dimensioni maggiori, tendono a essere più scure. Questo fenomeno si può osservare chiaramente in Nordamerica, dove la sottospecie più settentrionale, il caribù di Peary, è la razza più chiara e piccola del continente, mentre la sottospecie più meridionale, il caribù dei boschi, è quella più scura e grande. Il manto presenta due strati di pelo: un folto sottopelo lanoso e un sovrapelo costituito da lunghi peli cavi pieni d'aria.

### Palchi

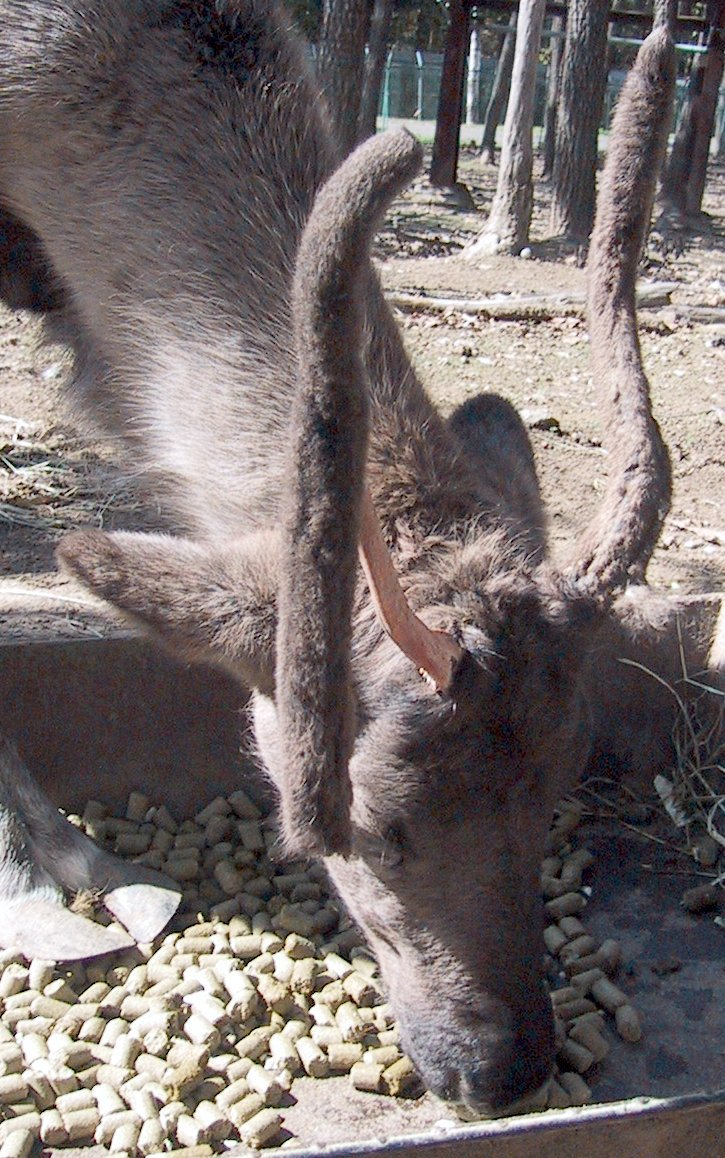
I palchi della renna crescono sotto uno strato di pelliccia chiamato velluto. Questa renna sta perdendo lo strato di velluto da uno dei suoi palchi.

In quasi tutte le popolazioni i palchi sono presenti in entrambi i sessi; questi (nella sottospecie della Scandinavia) cadono in dicembre nei vecchi maschi, agli inizi della primavera nei maschi giovani e d'estate nelle femmine. I palchi generalmente presentano due gruppi distinti di punte, una inferiore e l'altro superiore. Le dimensioni dei palchi variano molto a seconda della sottospecie (ad esempio, nelle sottospecie più settentrionali sono più piccoli e sottili), ma i palchi presenti nei maschi di alcune sottospecie sono tra quelli più grandi del mondo, superati solamente da quelli dell'alce e possono raggiungere i 100 cm di larghezza e i 135 cm di lunghezza. Relativamente alle dimensioni corporee, la renna è il Cervide che possiede i palchi più grandi.

### Naso e zoccoli
Le renne possiedono nasi altamente specializzati che presentano turbinati che aumentano considerevolmente la superficie all'interno delle narici. L'aria fredda che entra viene riscaldata dal calore corporeo dell'animale prima di raggiungere i polmoni, mentre l'acqua, condensata dall'aria espirata e convogliata prima che il cervide esali il respiro, viene impiegata per inumidire l'aria inspirata e probabilmente viene assorbita nel sangue attraverso le mucose.
La conformazione degli zoccoli della renna risulta utile in tutte le stagioni: in estate, quando il terreno della tundra è soffice e umido, i cuscinetti plantari divengono spugnosi e forniscono una migliore trazione. In inverno, gli zoccoli laterali si restringono, esponendo così il bordo affilato dello zoccolo centrale, che riesce così a penetrare meglio nel ghiaccio e nella neve dura, impedendo all'animale di scivolare. Gli zoccoli consentono inoltre all'animale di scavare (attività conosciuta come cratering) nella neve per trovare il cibo prediletto, il lichene noto appunto come lichene delle renne. Durante la camminata, le ginocchia di molte varietà di renne producono un rumore caratteristico.

### Vista
Gli studiosi ritengono che le renne siano gli unici mammiferi in grado di vedere la luce ultravioletta. Uno studio condotto dai ricercatori dello University College di Londra nel 2011 ha rivelato che questi animali sono in grado di vedere luci con lunghezze d'onda inferiori ai 320 nm, molto al di sotto della capacità visiva umana, che non discerne nulla al di sotto dei 400 nm. È probabile che questa capacità sia loro di aiuto nelle candide regioni artiche, dal momento che molti oggetti che risultano generalmente invisibili ai mammiferi, come urina e ciuffi di pelo, risaltano nettamente sullo sfondo del terreno nell'ultravioletto.

## Distribuzione e habitat

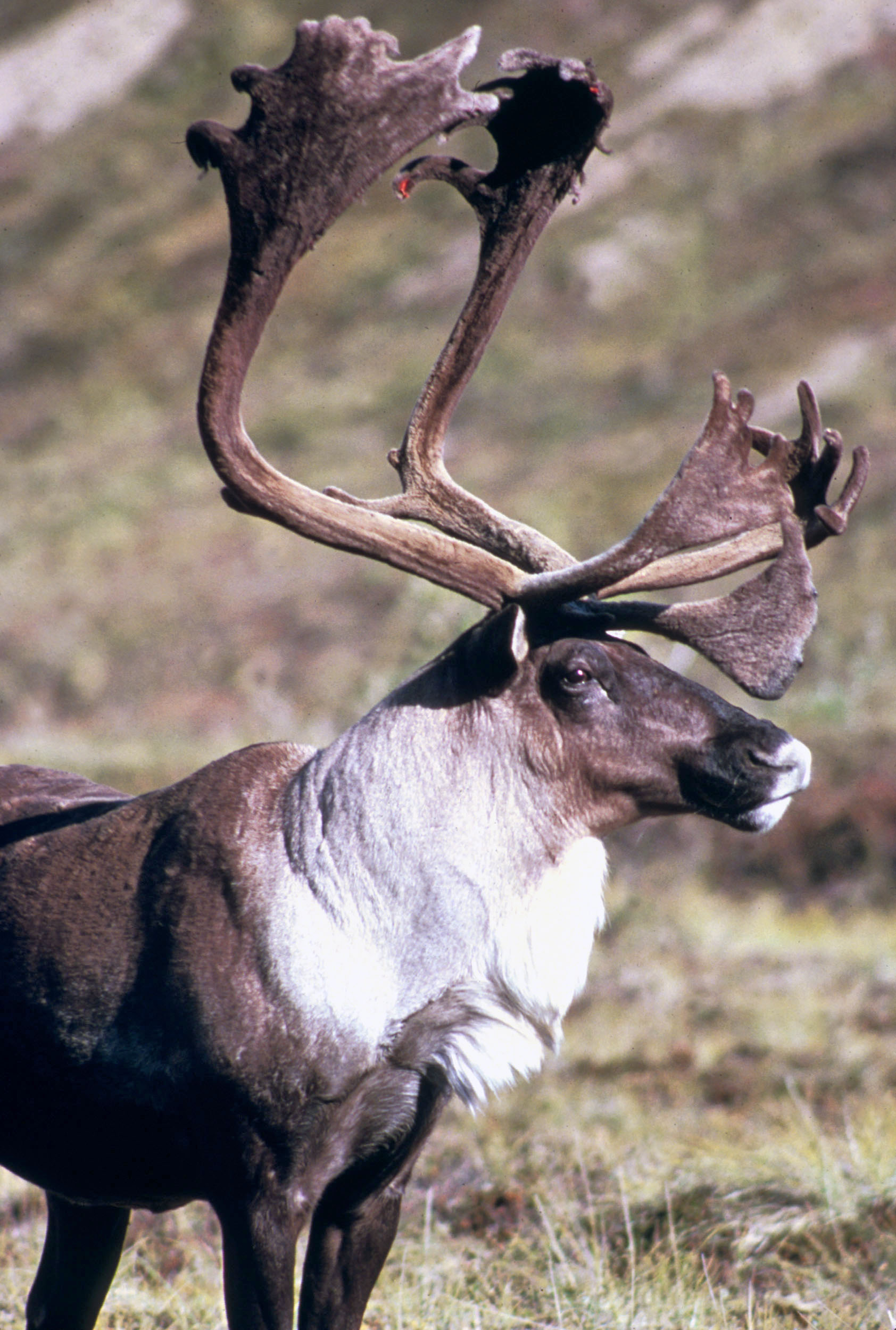
Caribù in Alaska

La renna è un animale molto comune che occupa un areale comprendente gran parte delle regioni settentrionali dell'Olartico, essendo diffusa sia nella tundra sia nella taiga (foresta boreale). Originariamente, la renna era diffusa in Scandinavia, Europa orientale, Russia, Mongolia e Cina settentrionale, a nord dei 50° di latitudine. In Nordamerica, viveva in Canada, Alaska (USA) e nelle regioni lungo il confine settentrionale degli USA, dallo Stato di Washington al Maine. Nel XIX secolo, era ancora presente nelle regioni meridionali dell'Idaho. Allo stato selvatico era presente anche su Sachalin, in Groenlandia e probabilmente, in tempi storici, anche in Irlanda. Durante il Pleistocene Superiore, questa specie si spingeva verso sud fino a Nevada e Tennessee in Nordamerica e alla Spagna in Europa. Oggi, le renne selvatiche sono scomparse da molte zone del loro areale storico, soprattutto nelle regioni meridionali, dove sono scomparse quasi ovunque. Popolazioni selvatiche numerose sono ancora presenti in: Norvegia, Finlandia, Siberia, Groenlandia, Alaska e Canada.

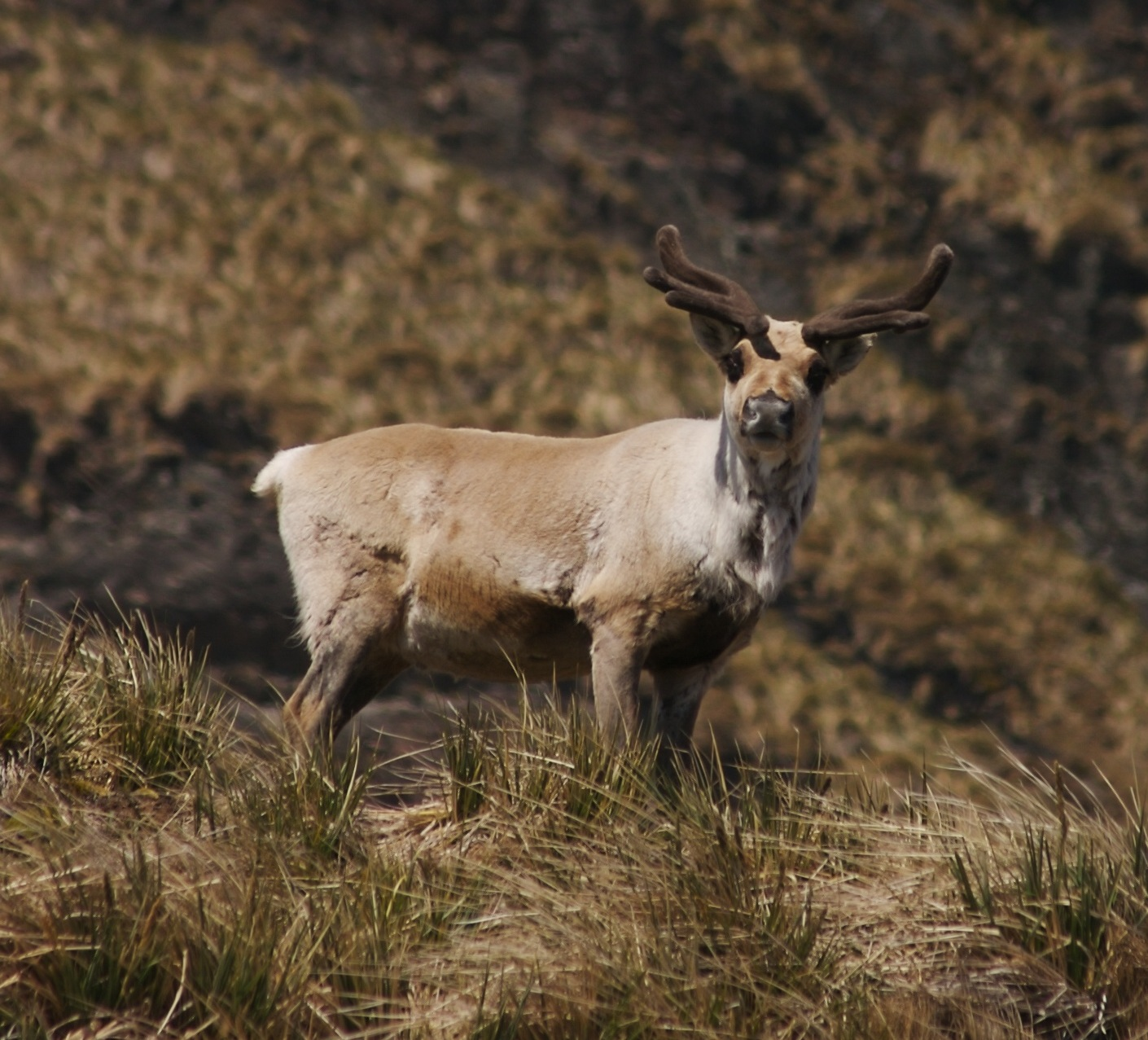
Renna della Georgia del Sud con palchi ricoperti di velluto

Le renne domestiche si incontrano soprattutto nelle regioni settentrionali di Fennoscandia e Russia, mentre in Scozia, nella regione dei Cairngorm, è presente una mandria di circa 150-170 capi. Nell'Islanda orientale è presente una piccola mandria di circa 2500-3000 capi. L'unica popolazione selvatica rimasta in Europa di renne della tundra vive in alcune regioni della Norvegia meridionale.
Alcune renne provenienti dalla Norvegia furono introdotte nella Georgia del Sud, un'isola dell'Atlantico meridionale, agli inizi del XX secolo. Sebbene l'immagine di una renna compaia sulla bandiera e sullo stemma del Territorio, questo animale è stato totalmente eradicato dall'isola a partire dal 2011 a causa dei danni che arrecava all'ambiente.
Circa 4000 renne sono state introdotte sull'arcipelago subantartico francese delle Isole Kerguelen, a sud dell'oceano Indiano.
Il numero di caribù e renne è variato più volte nel corso della storia, ma oggi molte popolazioni sono in declino in varie zone di tutto l'areale. Questo declino è strettamente correlato al mutamento climatico per quanto riguarda le popolazioni settentrionali migratrici, e alle attività industriali per quanto riguarda quelle meridionali stanziali.

## Biologia

### Alimentazione

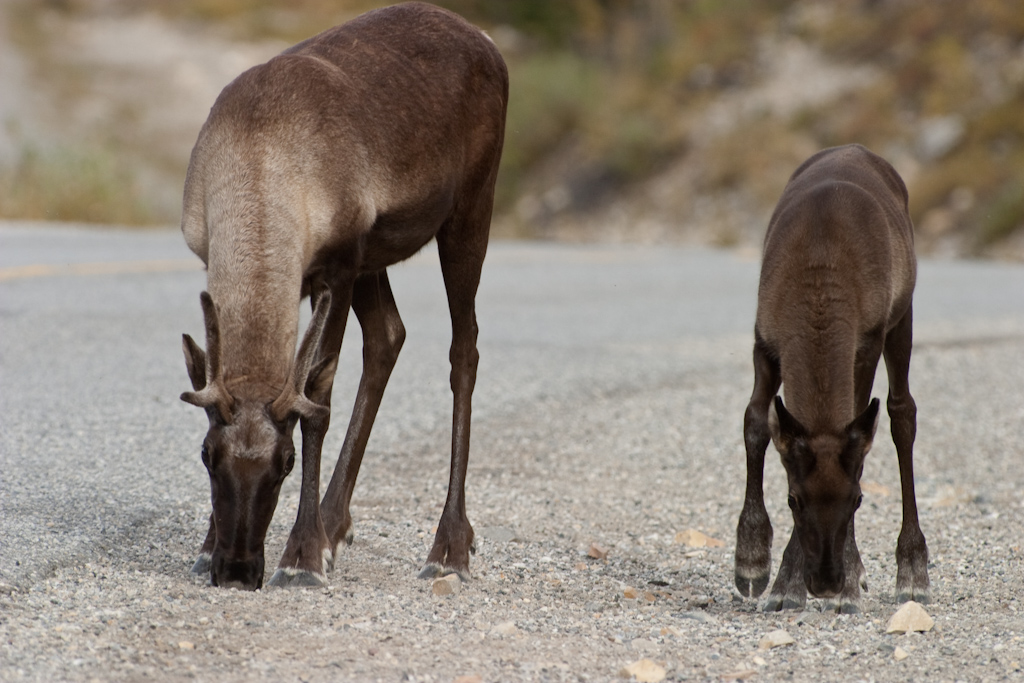
Caribù che leccano il sale dal manto stradale in Columbia Britannica

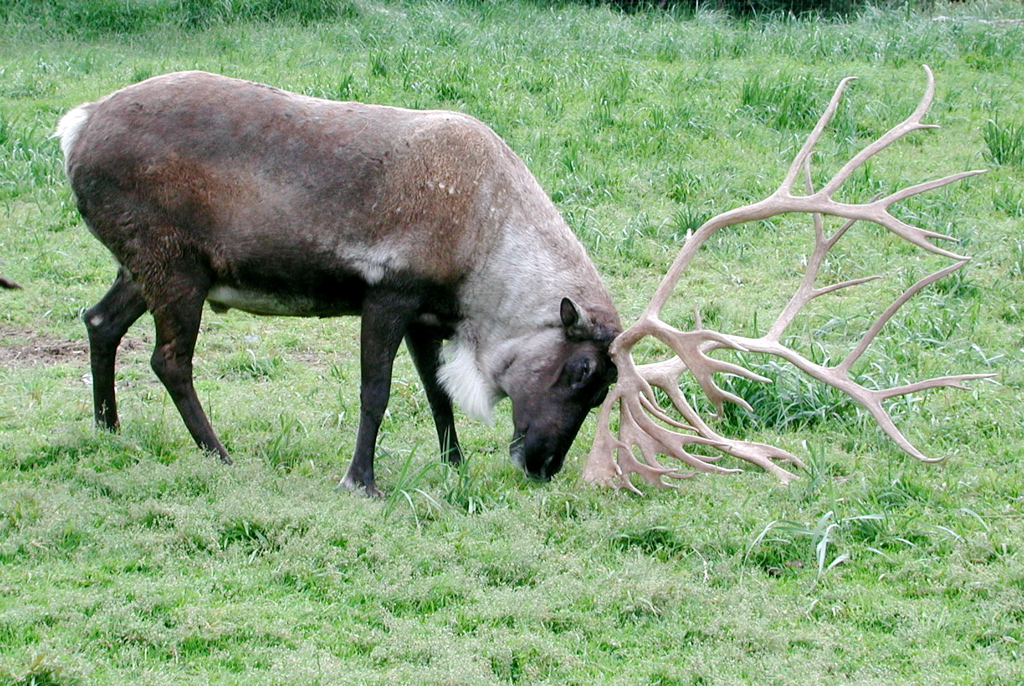
Le dimensioni dei palchi giocano un ruolo significativo nello stabilire la gerarchia all'interno del gruppo

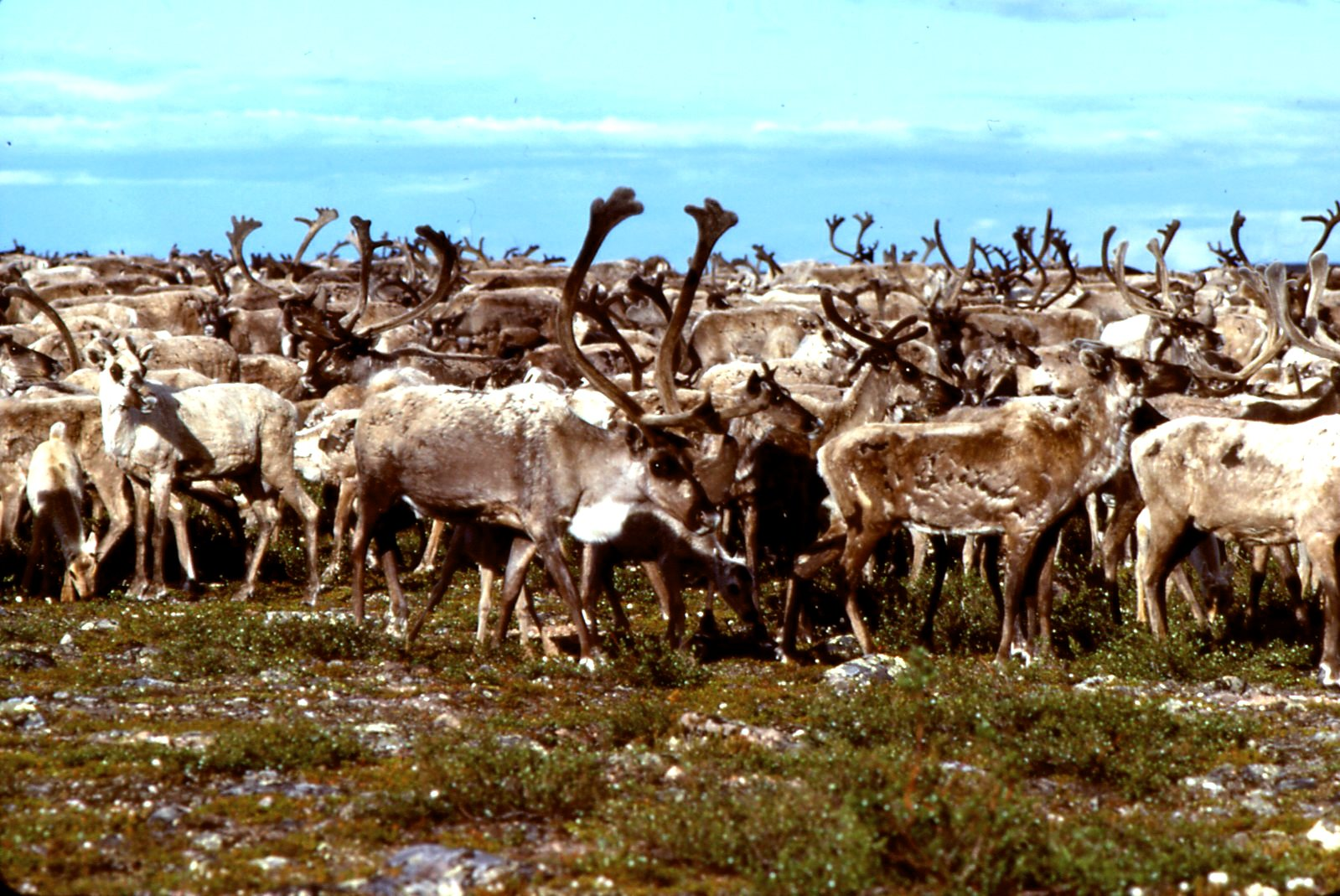
Mandria di caribù dei Barren-ground presso il fiume Thelon. Questa sottospecie effettua lunghe migrazioni

Essendo ruminanti, le renne possiedono uno stomaco suddiviso in quattro camere. In inverno si nutrono soprattutto di licheni, in particolar modo del cosiddetto lichene delle renne. Tuttavia, mangiano anche foglie di salice e betulla, nonché carici ed erba. Alcune testimonianze lasciano ipotizzare che all'occasione mangino anche lemming, salmerini alpini e uova di uccello. È noto che verso la fine dell'estate le renne allevate dai Ciukci divorino grandi quantità di funghi.

### Riproduzione
L'accoppiamento avviene tra la fine di settembre e i primi di novembre. I maschi combattono tra loro per avere accesso alle femmine. I contendenti incrociano tra loro i palchi, cercando di spingere via l'avversario. I maschi più vigorosi possono radunare attorno a sé fino a 15-20 femmine. Durante questo periodo i maschi smettono di mangiare e perdono gran parte delle proprie riserve corporee.
I piccoli nascono il maggio o giugno successivo. Dopo 45 giorni, sono in grado di pascolare e di nutrirsi da soli, ma continuano a poppare fino all'autunno successivo, quando divengono indipendenti dalla madre.

### Migrazioni
Alcune popolazioni di caribù nordamericano effettuano migrazioni più lunghe di qualsiasi altro mammifero terrestre, spostandosi ogni anno su distanze di 5000 km e coprendo un territorio di 1 000 000 di km². Altre popolazioni (ad esempio quelle europee) effettuano migrazioni più brevi, mentre alcune, ad esempio quelle appartenenti alle sottospecie R. t. pearsoni e R. t. platyrhynchus (entrambe relegate su areali insulari), sono stanziali e compiono solamente piccoli spostamenti locali.
Quando migrano, i caribù possono percorrere 19–55 km al giorno, correndo fino a velocità di 60–80 km/h. Durante la migrazione primaverile le mandrie più piccole si raggruppano insieme a costituire grandi mandrie di 50 000-500 000 esemplari, ma durante la migrazione autunnale i gruppi si separano in unità più piccole e ha inizio la stagione degli amori. Durante l'inverno, le renne si spostano verso le regioni forestali, dove trovano nutrimento sotto la coltre di neve. In primavera, i gruppi abbandonano i territori invernali per dirigersi verso quelli di allevamento dei piccoli. La renna è in grado di nuotare velocemente con facilità, generalmente a velocità di 6,5 km/h, ma, se necessario, anche di 10 km/h e le mandrie in migrazione non esitano ad attraversare grossi laghi e grandi fiumi.

### Predatori

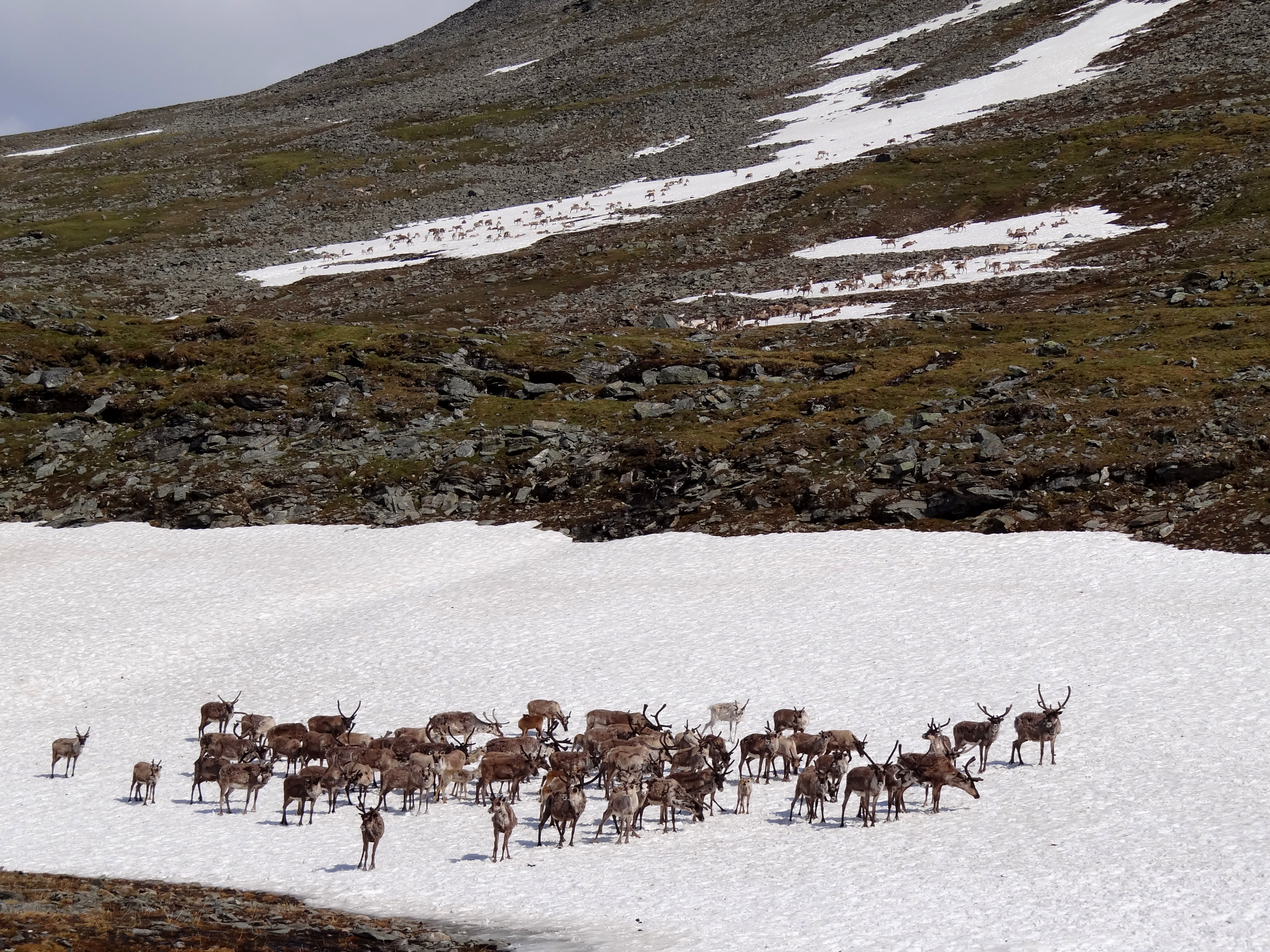
Le renne si radunano sulle distese nevose per evitare gli insetti ematofagi

Le renne vengono predate da un gran numero di animali. Le aquile reali, che catturano i piccoli, sono i predatori più prolifici nei territori di allevamento della specie. I ghiottoni catturano piccoli appena nati o femmine gravide, così come (anche se più raramente) adulti menomati. Orsi bruni e orsi polari predano renne di tutte le età, ma come i ghiottoni attaccano quasi sempre gli animali più deboli, come i piccoli e gli esemplari malati, la tigre siberiana invece è meno selettiva. Il più efficiente predatore naturale di esemplari adulti, comunque, è il lupo, soprattutto durante l'inverno. Durante l'ultima glaciazione la renna godette del massimo della sua diffusione: in questo periodo questi ungulati costituivano la preda preferita del leone delle caverne.
Volpi, corvi e falchi, invece, si nutrono solo di esemplari già morti. Gli insetti ematofagi, come Simulidi e zanzare, costituiscono una vera piaga per le renne durante i mesi estivi e possono causare così tanto stress da influire negativamente sulle abitudini alimentari e riproduttive di questi Cervidi. In un caso documentato, l'intero corpo di una renna è stato trovato all'interno dello stomaco di uno squalo della Groenlandia, una specie diffusa nell'estremità settentrionale dell'Atlantico, ma si tratta quasi probabilmente di un caso di necrofagia, considerata la distanza tra gli habitat occupati dall'ungulato e dal grosso pesce dai lenti movimenti. L'andamento demografico di alcuni di questi predatori è influenzato dalla migrazione delle renne.

## La renna e l'uomo

### Caccia

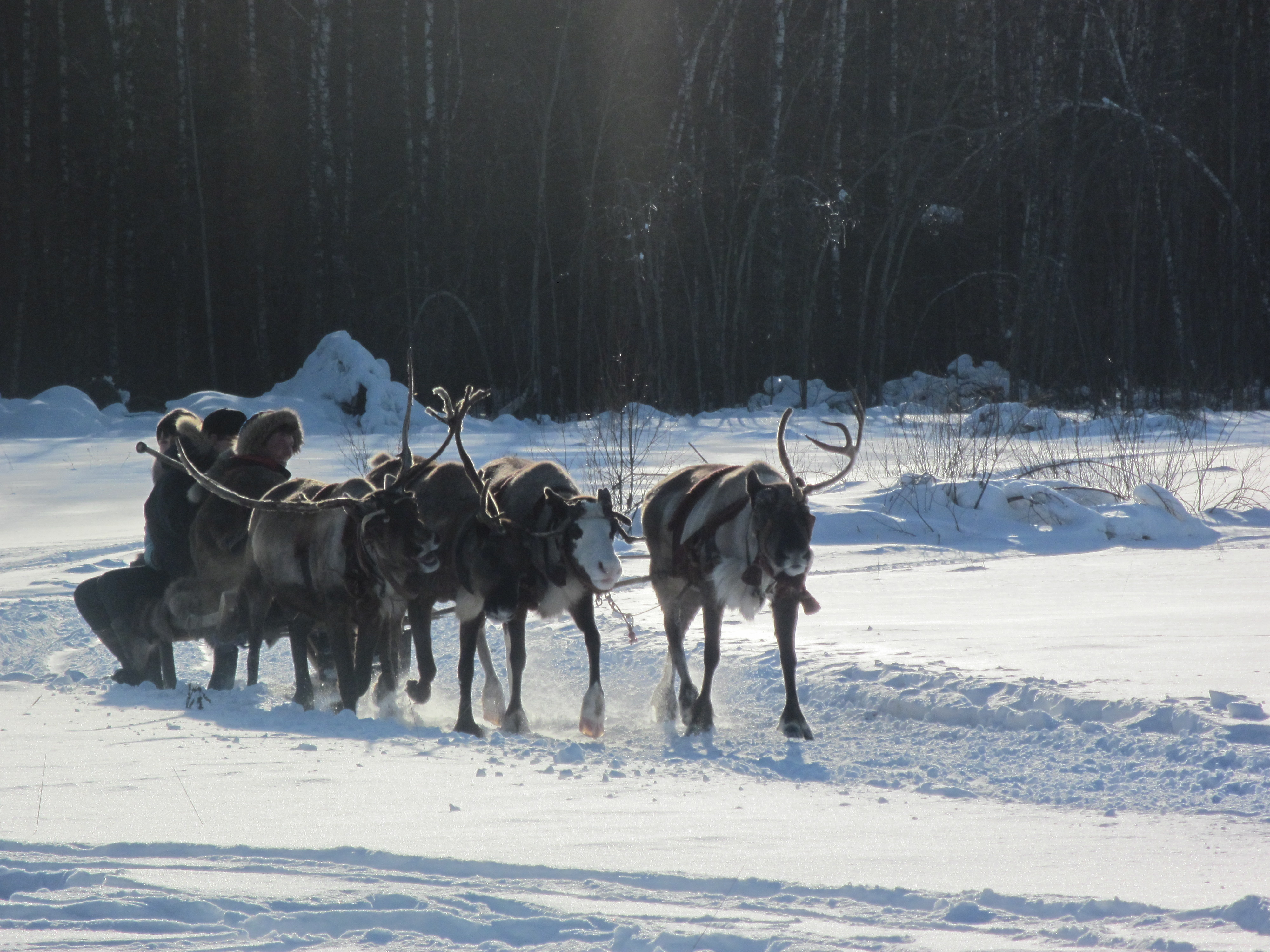
Renne che trainano una slitta in Russia

La caccia alla renna ha una storia molto lunga e secondo alcuni studiosi questo animale «potrebbe essere la specie più importante nell'intera letteratura antropologica sulla caccia».
L'uomo iniziò a cacciare la renna nel Mesolitico e nel Neolitico e, ancora oggi, in molte aree, è il principale predatore di questa specie. In Norvegia e Groenlandia la caccia alla renna ha una tradizione che va dall'era glaciale fino all'epoca attuale. Sui monti non ricoperti di alberi della Norvegia centrale, come il Jotunheimen, è ancora possibile trovare i resti di trappole fossorie costruite in pietra, recinti guida e frammenti di arco, costruiti soprattutto per la caccia alle renne. Essi risalgono, probabilmente, all'epoca delle invasioni barbariche, ma è possibile che siano stati già in uso nell'età della pietra.
La Norvegia sta ora preparandosi per la nomina tra i Patrimoni dell'Umanità delle aree recanti tracce e tradizioni della caccia alla renna nei parchi nazionali di Dovrefjell-Sunndalsfjella, Reinheimen e Rondane, nel Sør-Norge centrale (Norvegia meridionale). In queste regioni della Norvegia la caccia alla renna è stata praticata ininterrottamente dall'età della pietra post-glaciale a oggi.
Il caribù selvatico viene ancora cacciato in Nordamerica e Groenlandia. In passato, per gli Inuit, le Prime nazioni settentrionali, i nativi dell'Alaska e i Kalaallit della Groenlandia, questo animale costituiva un'importante fonte di cibo, vestiario, riparo e utensili. Molti nativi americani di etnia Gwichʼin, che devono la sopravvivenza al caribù del Porcupine (fiume), seguono ancora oggi pratiche tradizionali di gestione del caribù, tra cui il divieto della vendita della sua carne e la limitazione degli esemplari catturati durante ogni battuta.

### Allevamento

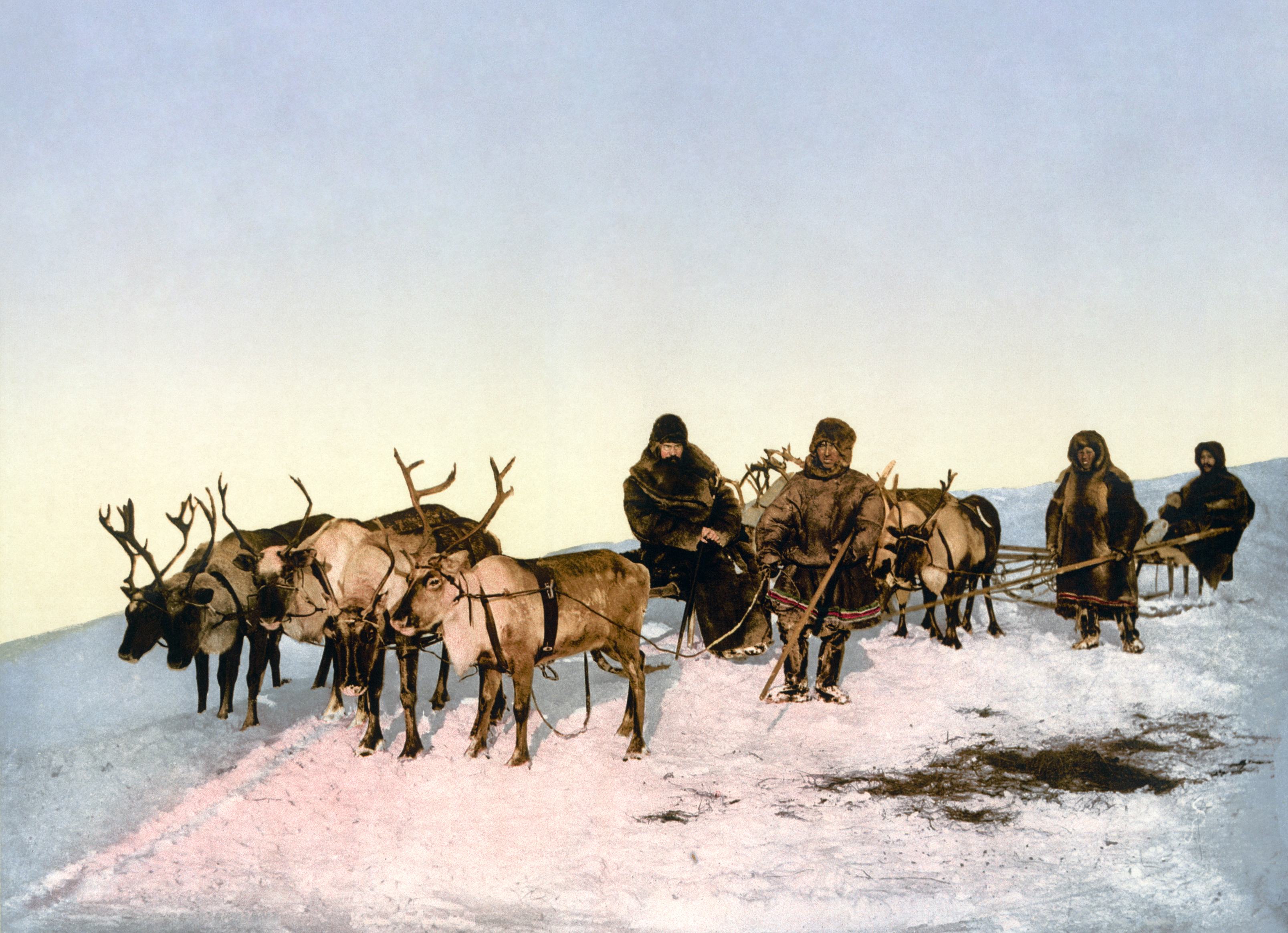
Slitta trainata da renne ad Arcangelo (Russia) in un fotocromo della fine del XIX secolo

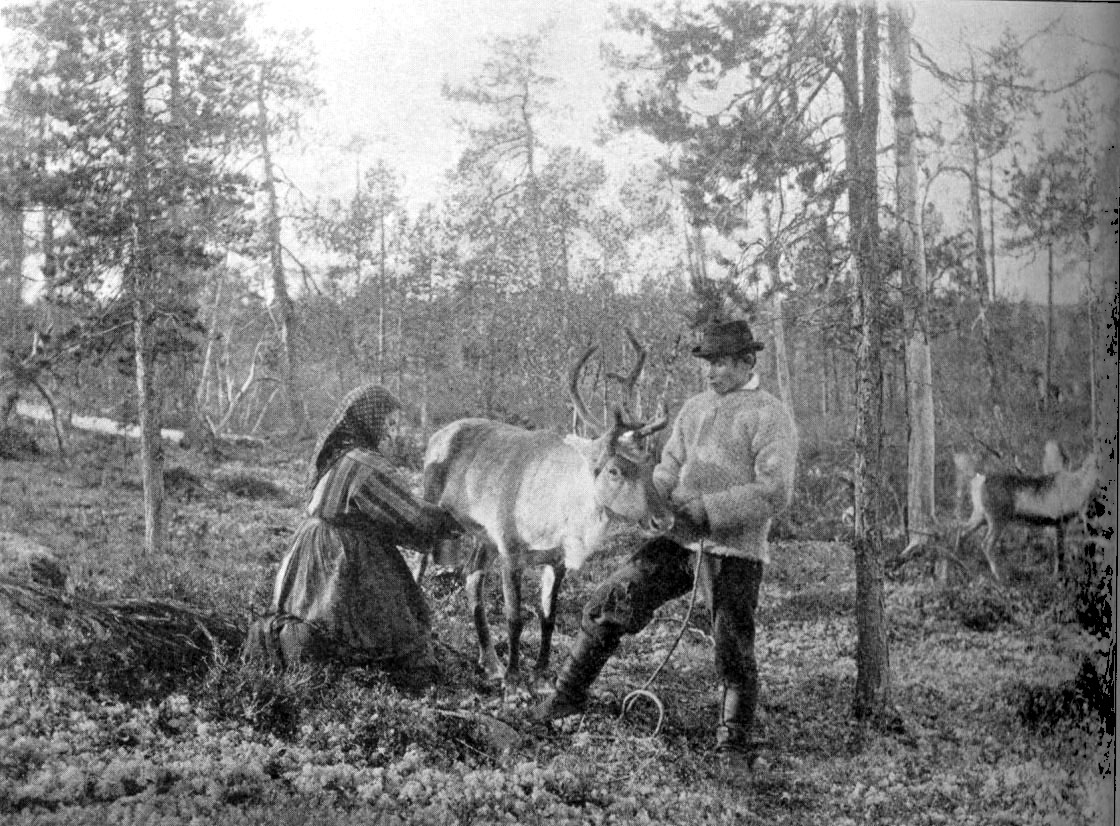
Mungitura di una renna nel XIX secolo

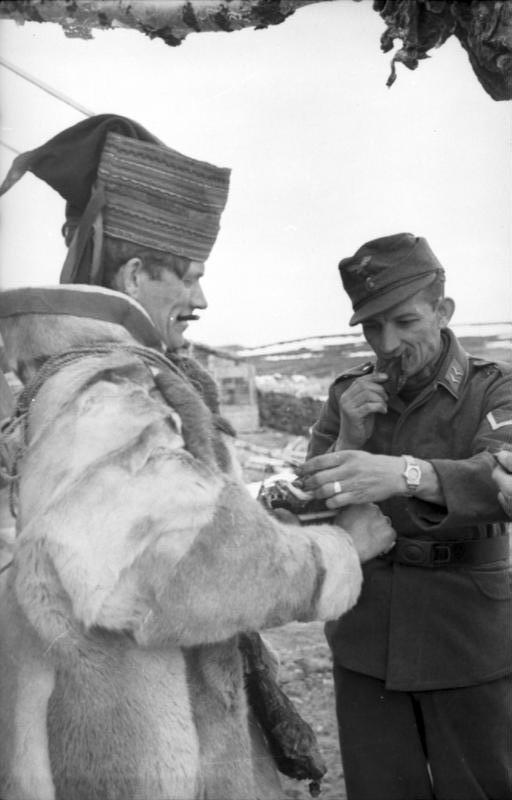
Pelliccia di renna

Le renne vengono allevate dal 3000 a.C. Alcuni popoli artici e subartici tradizionalmente basano la loro economia su di esse, come: i Lapponi, Tungusi, Iucaghiri, Soioti, Cargassi, Ostiachi, Voguli, Sami e i Nenci, per la carne, il cuoio, i palchi e, in maniera minore, il latte e i trasporti. Queste renne da alcuni autori non vengono considerate animali propriamente domestici, dal momento che generalmente vagano libere sui territori pascolando e quindi non hanno mostrato modificazioni morfologiche nella loro struttura. Durante i tradizionali spostamenti di queste popolazioni, le renne domestiche migrano tra la costa e l'entroterra seguendo sentieri percorsi da secoli; durante gli spostamenti, gli uomini si prendono alacremente cura degli animali. Tuttavia, le renne non si riproducono in cattività, sebbene vengano allevate anche per il latte e come animali da soma. Inoltre, dalla loro pelle conciata, i Nenci ricavano un indumento tradizionale, la malica.
In Alaska, l'impiego delle renne come animali domestici venne introdotto alla fine del XIX secolo dallo U.S. Revenue Cutter Service, con l'assistenza di Sheldon Jackson, per fornire sostentamento ai nativi ivi presenti. Inizialmente le renne furono importate dalla Siberia, e successivamente dalla Norvegia. Un regolare servizio postale di Wales (Alaska) impiega una slitta trainata da renne per effettuare le consegne. In Alaska, i mandriani di renne utilizzano la telemetria satellitare per seguire i loro branchi, impiegando mappe e database online per tracciare i progressi della mandria.

### Economia
La renna ha (o ha avuto) un importante ruolo economico per tutti i popoli circumpolari, come: Sami, Nenci, Ostiachi, Evenchi, Jukaghiri, Ciukci e Coriachi in Eurasia. Si ritiene che l'addomesticamento di questo animale ebbe inizio tra l'età del bronzo e quella del ferro. Gli esemplari siberiani vengono anche impiegati come cavalcature, dal momento che sono più grandi dei loro cugini scandinavi. Un singolo proprietario può possedere centinaia o perfino migliaia di animali. Il numero dei mandriani russi è notevolmente diminuito dopo la caduta dell'Unione Sovietica. La vendita di pelle e carne fornisce loro un'importante fonte di entrata. Le renne vennero introdotte in Alaska verso la fine del XIX secolo e si incrociarono con la sottospecie di caribù presente nella zona. I mandriani di renne della penisola di Seward hanno subito una significativa perdita di capi a causa dei predatori (come i lupi) che seguono i caribù selvatici durante le loro migrazioni.

### Gastronomia

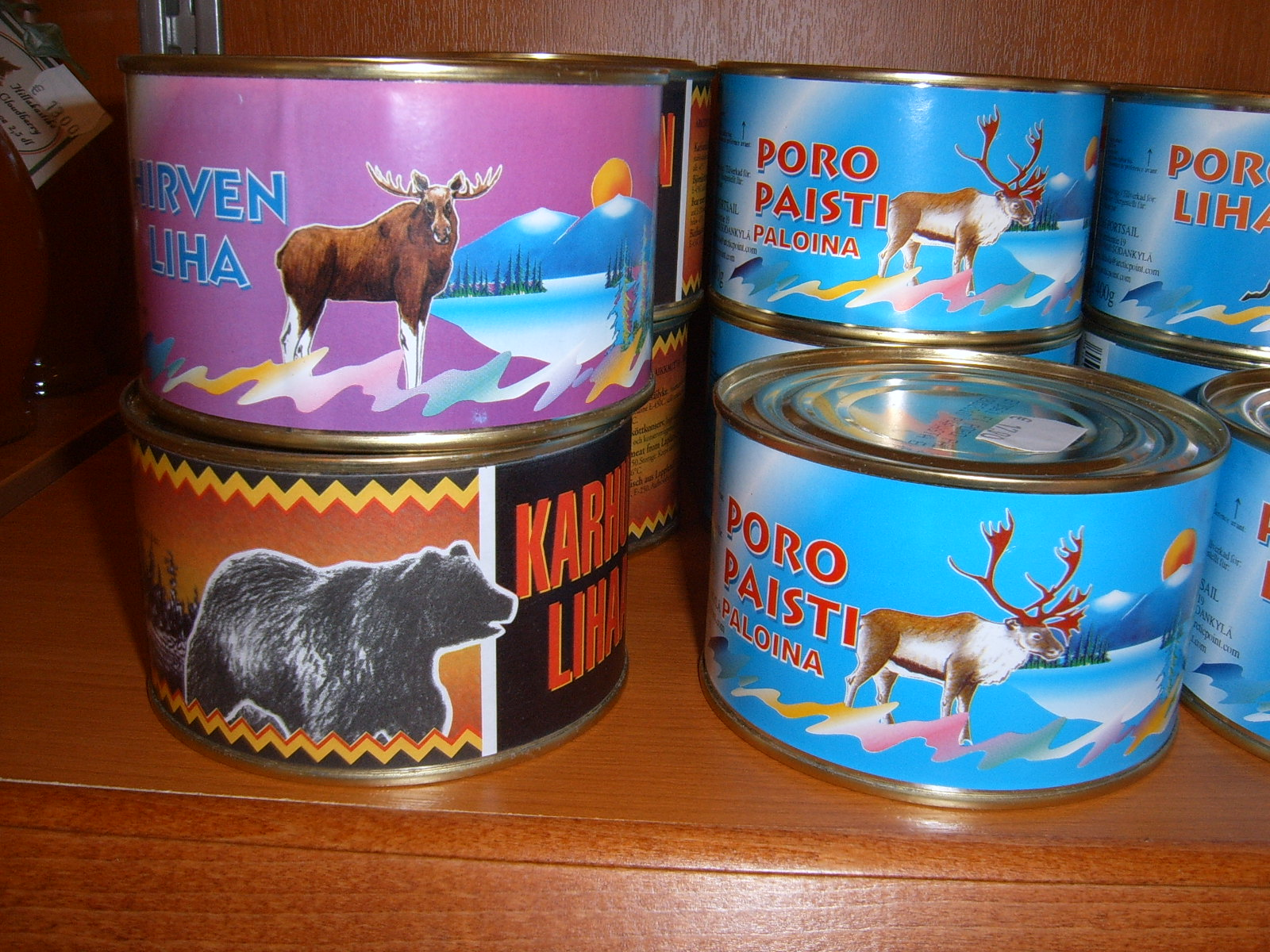
Carne di renna, alce, orso in scatola su un banco di negozio in Finlandia

La carne di renna è molto popolare nei Paesi scandinavi. Le polpette di renna vengono vendute in scatola. La renna trifolata è il piatto più famoso della Lapponia. In Alaska e Finlandia, le salsicce di renna vengono vendute nei supermercati e nelle drogherie. La carne di renna è molto tenera e magra. Può essere consumata fresca, ma anche essiccata, salata e affumicata a caldo o a freddo. Oltre alla carne, quasi tutti gli organi interni della renna possono essere mangiati e alcuni di essi costituiscono piatti tradizionali. Inoltre, la Lapin Poron liha, carne fresca di renna completamente prodotta e confezionata nella Lapponia finlandese, è protetta in Europa sotto la classificazione di denominazione di origine protetta.
I palchi di renna vengono ridotti in polvere e venduti come afrodisiaco o integratore alimentare e medico sui mercati asiatici.
Il caribù è stato la principale fonte di sussistenza per gli Inuit del Canada. Nel Québec, in epoca coloniale, il sangue di caribù, misto ad alcool, veniva bevuto da cacciatori e taglialegna per contrastare gli effetti del freddo. Questa bevanda, preparata ancora oggi con vino al posto del sangue e whiskey, è nota come Caribou.

### Storia
Sia Aristotele sia Teofrasto citarono brevemente nelle loro opere - probabilmente basandosi sulla stessa fonte - una specie di cervo delle dimensioni di un bue, chiamata tarandos, diffusa in Scizia, nelle terre dei Budini, in grado di cambiare il colore della propria pelliccia per mimetizzarsi. L'origine di quest'ultimo dato è da attribuire probabilmente a un errato modo di interpretare il cambiamento stagionale della colorazione della renna. Entrambe le descrizioni sono state attribuite a renne che vivevano nella regione meridionale dei monti Urali verso il 350 a.C.

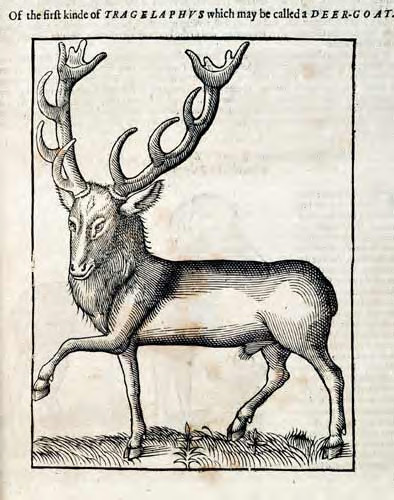
Il tragelafo, o cervo-capra

Bisogna quasi certamente interpretare come una renna l'animale simile al cervo incontrato nel 53 a.C. nella Foresta Ercinia da Giulio Cesare e descritto nei suoi Commentarii de Bello Gallico (capitolo 6.26):
Secondo la Historia de Gentibus Septentrionalibus di Olao Magno – stampata a Roma nel 1555 – Gustavo I di Svezia inviò 10 renne ad Alberto I di Prussia, nel 1533. È probabile che Conrad Gessner abbia visto o sentito parlare di questi animali.

### Etimologia
Il nome rangifer, che Linneo scelse per indicare il genere a cui appartiene la renna, venne usato da Alberto Magno del suo De animalibus (Libro 22, Capitolo 268: Dicitur Rangyfer quasi ramifer). Questa parola deriva dal termine sami raingo. Per la scelta dell'epiteto specifico tarandus, Linneo fece riferimento alla Quadrupedum omnium bisulcorum historia (1621; pagine 859–863, capitolo 30: De Tarando) di Ulisse Aldrovandi. Tuttavia, Aldrovandi – e prima di lui Conrad Gessner – pensava che il rangifer e il tarandus fossero due specie separate. In ogni caso, come detto poc'anzi, il termine tarandos risale ai tempi di Aristotele e Teofrasto.

### Nomi locali
Il nome rein (dal quale deriva l'italiano «renna») è di origine norrena (il termine norreno antico hreinn, derivato dal proto-germanico hrainaz e dal proto-indoerupeo kroinos, significa «animale cornuto»). Nelle lingue uraliche, il sami poatsu (in sami settentrionale boazu, in sami di Lule boatsoj, in sami di Pite båtsoj e in sami meridionale bovtse), il mari pučə e l'udmurto pudžej, tutti riferiti alla renna domestica, derivano da počaw, un termine iraniano derivato dal proto-indoeuropeo peḱu-, che significa «bestiame domestico». Forse anche il nome finnico poro ha la stessa origine. Il termine caribou, di provenienza francese, deriva dal mi'kmaq qalipu, che significa «spalatore di neve», in riferimento all'abitudine di scavare nella neve alla ricerca di cibo. In inuktitut, il caribù è noto come tuktu. Nei dialetti cree-montagnais-naskapi, invece, è detto atihkw.

## La renna e il Natale

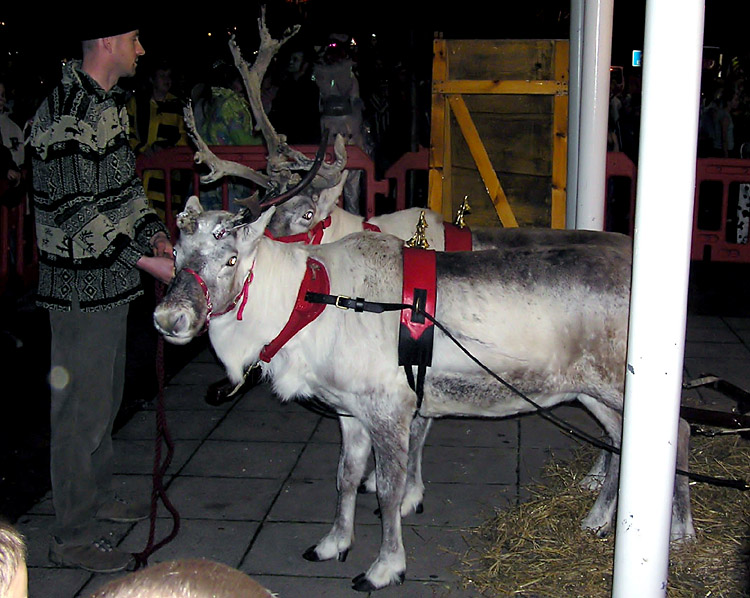
Due renne scozzesi si riposano dopo aver trainato la slitta di Babbo Natale

Secondo la tradizione, la slitta di Babbo Natale è trainata da renne volanti. I loro nomi comparvero la prima volta, nel 1823, nella poesia A Visit from St. Nicholas, dove vengono chiamate: Dasher, Dancer, Prancer, Vixen, Comet, Cupid, Dunder e Blixem. In seguito Dunder venne chiamata Donder e, in altri Paesi, Donner (che in tedesco significa «tuono») e Blixem prima Bliksem, poi Blitzen (che in tedesco significa «lampo»). Alcuni inseriscono nel gruppo anche la renna Rudolph, sebbene essa non compaia nell'opera originale citata prima. Essa fa la sua comparsa, nel 1939, in Rudolph the Red-Nosed Reindeer di Robert L. May.
La renna appare con Santa Claus poiché la tradizione lo ha fatto un personaggio proveniente dal Nord Europa. La renna era sacra a Isa o Disa la dea Grande Madre degli Scandinavi. Nel Nord Europa la renna assume spesso il significato di simbolo lunare, perciò ha ruoli funerari e di guida delle anime dei defunti nell'oltretomba, ma soprattutto ha ruoli notturni per cui è collegata a Santa Claus che giunge di notte portando doni.
Secondo il famoso programma televisivo britannico QI, Rudolph la renna dal naso rosso e tutte le altre renne di Babbo Natale sarebbero o femmine o esemplari castrati, poiché i maschi di renna, durante l'inverno, perdono i loro palchi.

## Araldica
Sugli stemmi di alcune municipalità norvegesi (Eidfjord, Porsanger, Rendalen, Tromsø, Vadsø e Vågå) sono raffigurate una o più renne. Una renna compariva anche sullo stemma della provincia storica svedese di Västerbotten. L'attuale Contea di Västerbotten ha confini molto differenti e sul suo stemma, oltre alla renna, compaiono anche altri simboli. Anche nello stemma della città di Piteå compare una renna. Il logo dell'Università di Umeå raffigura tre renne.
La moneta canadese da 25 centesimi o quarter raffigura un caribù su una delle sue facce. Il caribù è l'animale simbolo della Provincia di Terranova e Labrador (Canada) e compare sullo stemma del Nunavut. La statua di un caribù venne eretta al centro del Memoriale di Beaumont-Hamel, in Francia, sul luogo dove centinaia di soldati provenienti da Terranova vennero uccisi o feriti durante la prima guerra mondiale; una sua replica è presente nel Bowring Park, a Saint John's, la capitale di Terranova.
In Finlandia, due municipalità presentano una renna sul loro stemma: quello di Kuusamo raffigura una renna in corsa, mentre quello di Inari raffigura un pesce con i palchi di renna.